# Henry Ireton
Pour les articles homonymes, voir Ireton (homonymie).
Henry Ireton, né en 1611 et mort le 26 novembre 1651, est un général de la New Model Army durant la Première Révolution anglaise.

## Biographie
Ennemi acharné de Charles Ier, il est capturé en 1645 à Naseby mais le roi, embarrassé, finit par lui rendre sa liberté. En 1650, il succède à son gendre Oliver Cromwell en tant que Lord lieutenant d'Irlande. Il s'empare de Waterford et de Limerick mais est tué lors de la prise de cette ville. 